# Abdyl Frashëri
Abdyl Bej Frashëri, född 17 augusti 1839 i Frashër nära Përmet, död 11 oktober 1892 i Istanbul i Osmanska riket, var en albansk-osmansk politiker som kämpade för ett självständigt Albanien. Han var även en av grundarna av den etnisk-albanska rörelsen Prizrenförbundet.

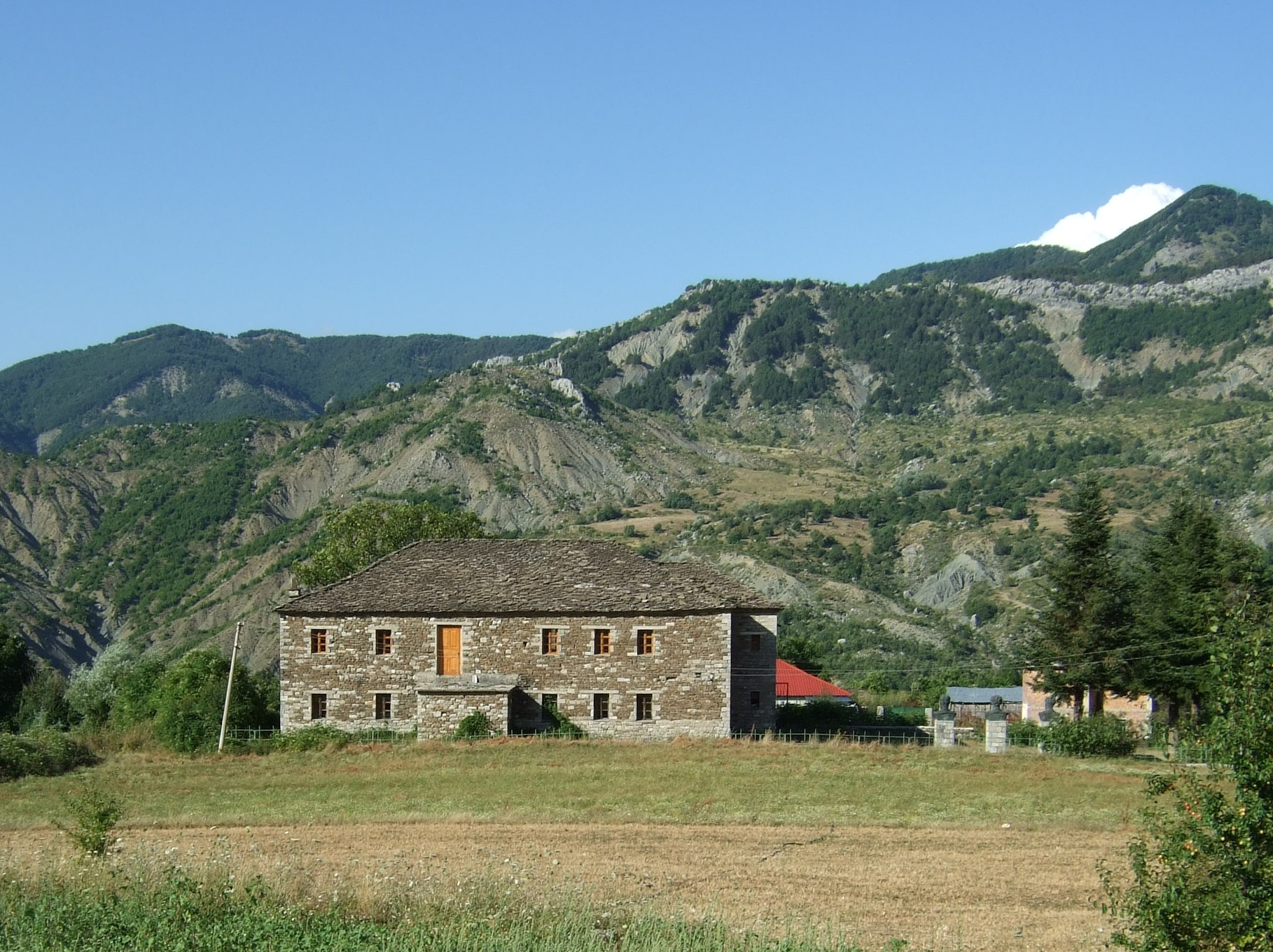
Huset han växte upp i är idag ett museum.

Frashëri föddes i byn Frashër i dåvarande Osmanska riket, nuvarande Albanien. Han var den äldste sonen till Halid Bej Frashër (1797–1859) och Emine Imrahori (1797–1861). Frashëri var bror till Naim och Sami Frashëri och far till politikern Midhat Frashëri som blev en av grundarna av Balli Kombëtar. Efter föräldrarnas död flyttade han tillsammans med sina syskon till Ioánnina, som är huvudstad i den grekiska provinsen Epirus. 1877 valdes han in i osmanska parlamentet som representant för staden.

## Före Prizrenförbundet

### Kommittén för försvaret av albanernas rättigheter

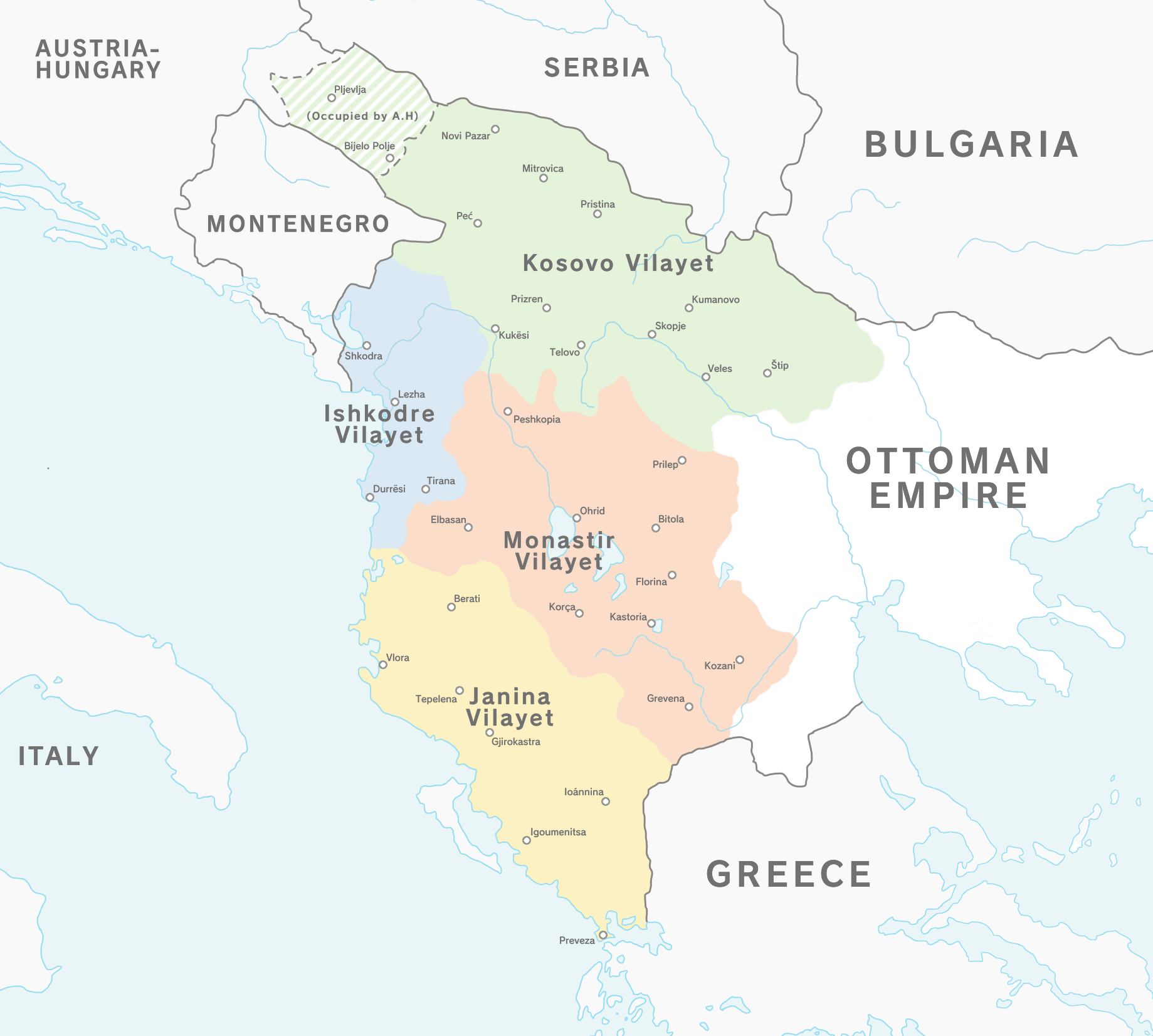
De 4 vilajeterna (Kosovo, Scutari, Monastir och Ioánnina), vilka man ville ena.

I december 1877 när det Osmanska riket försvagats efter ett flertal revolter på Balkan samt ett krig mot Ryssland som var på väg att förloras, var man nu rädd att de albanskbebodda områden i osmanska riket skulle annekteras av grannländerna. Tillsammans med sin bror Sami Frashëri, Pashko Vasa, Jani Vreto, Konstantin Kristoforidhi och ett flertal andra intellektuella albaner grundade han kommittén för försvaret av albanernas rättigheter i Istanbul. Målet var att skapa en albansk autonomi inom osmanska riket genom att ena de albanska vilajeterna Shkodra, Manastir, Janina och Kosovo.

### San Stefanofördraget

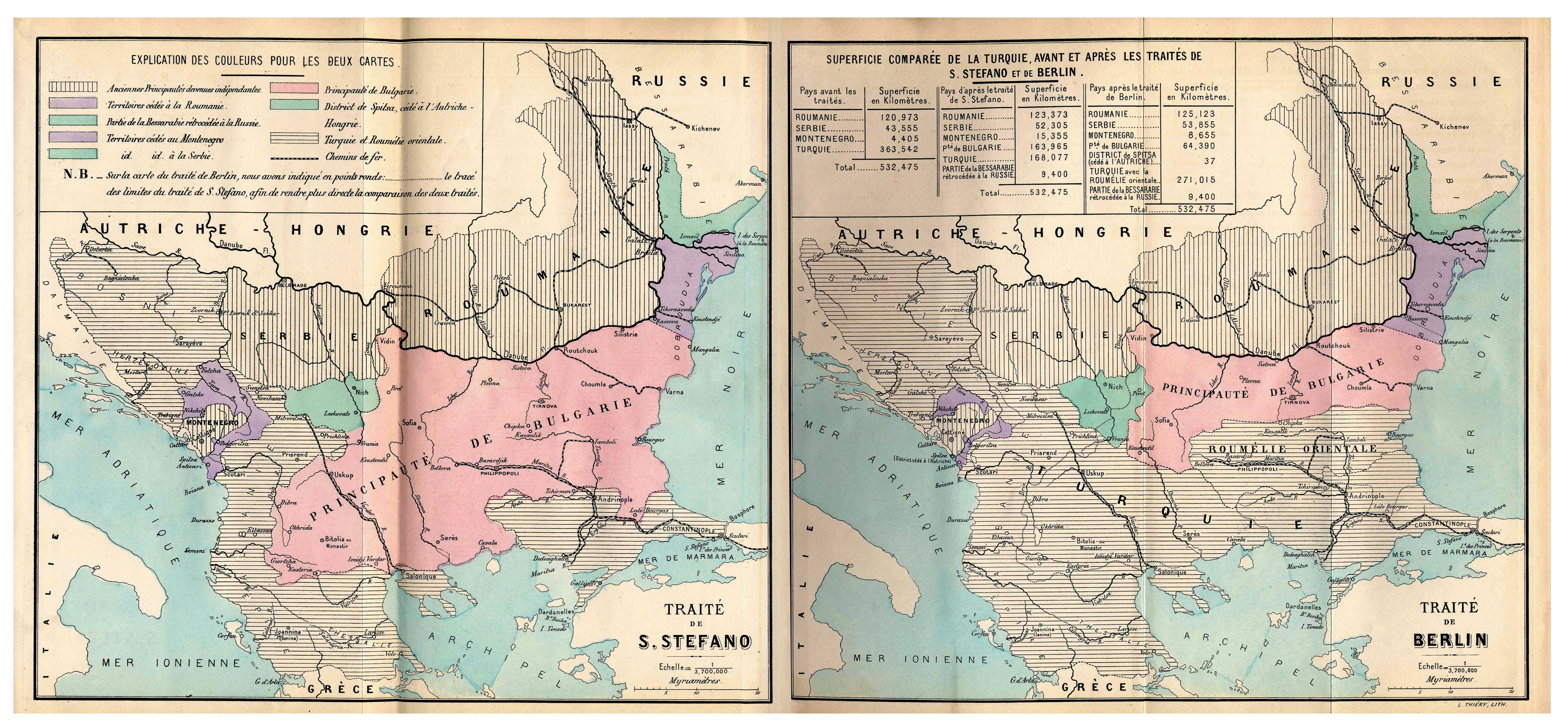
San Stefanofördraget till vänster, Berlinfördraget till höger.

Efter osmanernas nederlag mot Ryssland i rysk-turkiska kriget 1878 skrevs San Stefanofördraget under den 3 mars 1878. Det betydde att de albanska områdena inom osmanska riket lämnades över till Bulgarien, Montenegro och Serbien. Efter fördraget blev skrev Frashëri flera artiklar i de turkiska och grekiska tidningarna om den albanska frågan och uttryckte den albanska befolkningens oro. Stormakterna uppskattade heller inte fördraget utan befarade att Ryssland skulle få för mycket inflytande på Balkan. Vid Berlinkongressen drevs därför en revidering av fördraget igenom.

## Prizrenförbundet
Den 10 juni 1878 grundas Prizrenförbundet efter diplomatiska försök att övertyga de europeiska ledarna om att inte ge de albanska områdena till grannländerna. Frashëris mål var att ena de albanska vilajeterna och skapa en albansk autonomi inom Osmanska riket för att kunna stå emot grannländerna. Det gillades inte av vissa ledare i förbundet och förslaget las ner. Efter Prizrenmötet kom ledarna överens om att organisera kommittéer i sina respektive regioner som skulle styras centralt av förbundet. Frashëri återvände till sin hemby och kom i kontakt med Baba Alushi. Med dennes hjälp fick han med sig de andra imamerna i den södra landsänden. Frashëri visste att om han kunde få imamerna på sin sida skulle han också få med sig folket.

## Delningen av Epirus
Under flera månader efter Berlinkongressen försökte grekerna få till ett möte med osmanerna för att genomföra den uppdelning av Epirus som överenskommits vid kongressen. Slutligen enades man om ett möte den 5 februari 1879. Albanernas ledare träffades inför det kommande mötet i byn Frashëri. Osmanerna varnades att albanerna skulle göra allt för att stoppa det man såg som en annektering av Epirus. Därefter hölls ett annat större möte hos Abedin Dino, en mäktig albansk politiker i Preveza. Där deltog nästan alla albanska ledare från Epirus oavsett om de var muslimer eller kristna. Man kom överens om att inte överlämna en endaste bit mark och hotade osmanerna med att förklara krig. Den 11 januari 1879 skickade man ett meddelande till stormakterna att man vägrade ge Epirus till Grekland om man inte fick mark i godta Thessalien som kompensation. Albanerna meddelade att man hade en armé på 30 000 som bara väntade på ytterligare förstärkningar och en anfallsorder.
För att undvika krigskaos höll man nu ännu ett möte med osmanerna den 18 mars 1879 men förhandlingarna bröt samman igen. Frashëri reste, tillsammans med Mehmet Vrioni, till de europeiska huvudstäderna för att försöka få stöd för den albanska saken. Ett memorandum skickades ut där man klagade över Greklands försök, sedan självständigheten 1829, att annektera Epirus. Epirus betydelse för den albanska handeln på grund av hamnarna i Preveza, Arta, Parga och Igoumenitsa betonades starkt. Eftersom majoriteten av befolkningen var albaner var det enligt skrivelsen inte rätt att ge deras mark till Grekland. Den 23 augusti 1879 återupptogs möten mellan Osmanska riket och Grekland med överinseende av stormakterna. Den 17 november hade man fortfarande inte nått någon överenskommelse och grekerna hänvisade frågan till skiljedom. England och Frankrike motsatte sig att Greklands föreslag innefattade även Ioánnina och Metsovo. Under tiden avgick Benjamin Disraelis regering och liberalerna tog makten med William Gladstone som premiärminister. Detta oroade albanerna eftersom Gladstone var känd som en djupt troende kristen. Albanerna var rädda att den nya regeringen skulle döma till förmån för Grekland varför man sökte stöd hos sultanen.
I juni 1880 togs den grekiska frågan upp i konferensen i Berlin och den 15 juli beslutades att ge halva Epirus till Grekland, vilket grekerna accepterade. Osmanerna avvisade beslutet och Abedin Dino som nu var Osmanska rikets utrikesminister kritiserade beslutet att ge Janina till Grekland eftersom han såg staden som Albaniens södra huvudstad. Det fanns en stark oro att albanerna skulle starta en revolt i södra Albanien och Grekland, varför osmanerna ändrade sig och inte gav Grekland vad som utlovats. Strax därefter, den 26 juli, hölls ett stort möte i Gjirokaster där albaner från alla delar av landet träffades. Albanerna diskuterade sin situation och möjligheterna att förbättra befästningarna i Preveza, Larissa och Metsovo. Det fanns två skilda grupper inom förbundet. Den ena var Frashëris grupp och den andra var de så kallade moderaterna som var närmare sultanen politiskt. Under denna tid ville Janinas guvernör beväpna albanerna, men befälhavaren vägrade eftersom han var rädd att vapnen skulle användas mot det Osmanska riket.

## Albanernas uppror
Under denna tid spreds en rykte om att stormakterna kommit överens med Grekland och osmanerna om att en del av Epirus skulle ges till Grekland och att osmanerna hade övergett sina positioner till förmån för Grekland. Albanernas oro växte efter ryktet, men man var tvungen att hålla huvudet kallt och kom överens om att inte göra något utan bara vänta och se. Den 31 oktober hölls ännu ett möte i Janina där man uppmanade ledarna att förbereda sig för en Grekisk invasion av Epirus, men efter flera om och men hände inget och fransmännen fick uppdraget att lösa problemet med att rita om gränserna. Mitt under denna kris som uppstod mellan de sydliga albanerna och grekerna lyckades Frashëri mot slutet av 1880-talet ena albanerna från norr i syfte att skapa ett albanskt självstyre där man inrättade en provisorisk regering som sträckte sig över nästan hela Kosovo och hela vägen ner till Skopje. Man krävde att alla de albanska områdena skulle enas och styras enbart av albaner, att skolorna skulle undervisa på det albanska språket, att majoriteten av skatten skulle gå till det albanska folket och inte till sultanen samt att alla religioner skulle få ett officiellt erkännande.
Med det fick osmanerna nog och skickade en armé på 40 000 man för att stoppa förbundet. Albanernas styrkor nedkämpades av det Osmanska rikets armé i april 1881 och uppemot 4000 partisaner fängslades, inklusive Frashëri, som infångades när han försökte passera floden Shkumbin nära Elbasan. Han dömdes först till döden men fick senare straffet reducerat till livstids fängelse. Efter fyra år fick han amnesti, frigavs och levde sina sista år efter 1885 i exil i Istanbul. Under den tiden fortsatte han kämpa för den albanska saken och år 1890 skickade han, tillsammans med flera intellektuella albaner från Istanbul, ett brev till Francesco Crispi som var Italiens premiärminister och hade albanskt ursprung. I brevet uppmanade han de europeiska länderna att verka för att Albanien skulle få autonomi inom riket eller att det skulle bli ett självständigt kungarike styrt av Fuad Pascha. Pascha var en egyptisk prins med albanska rötter som också hade utbildat sig på kontinenten vilket man trodde skulle vara till nytta i diplomatin med de övriga europeiska länderna.

## Död och eftermäle

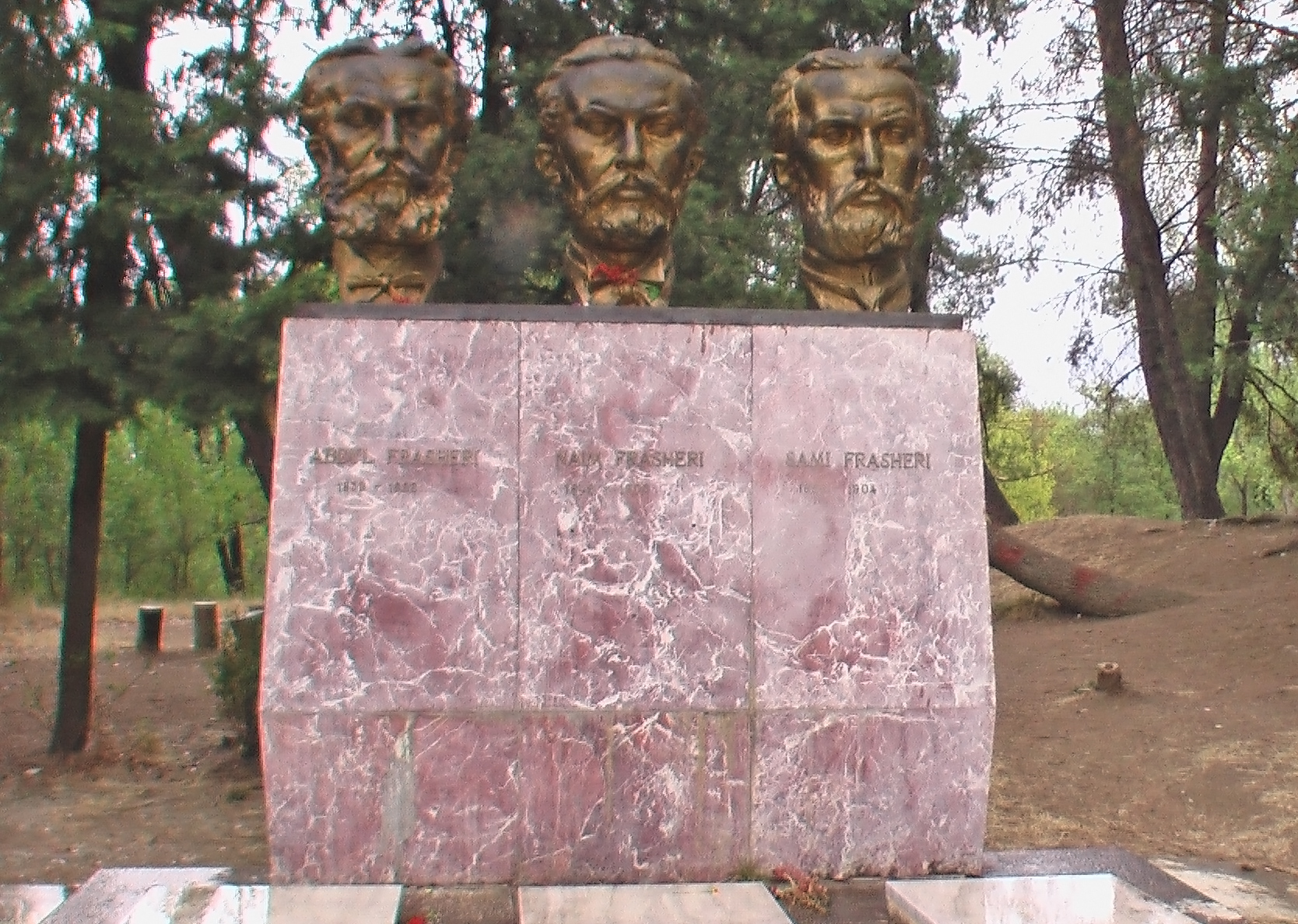
Monument på Abdyl till vänster och hans bröder i Tirana.

Efter en tids sjukdom avled Frashëri den 11 oktober 1892 i Istanbul. Frashëri blev ihågkommen för sin roll under åren mellan 1878 och 1881 för sin målsättning att ena albanerna och verka för albansk autonomi inom riket. Hans idéer om ett enat Albanien kom att ändra det albanska politiska tänkandet inför framtiden. Efter Prizrenförbundets hundraårsjubileum 1978 flyttades hans kvarlevor från Istanbul till Albanien.

### Fotnoter
1. ↑  Elsie 2010, sid. 149.
2. ↑  Gawrych 2006, sid. 44.
3. ↑  Elsie 2010, sid. 146.
4. ↑  Elsie 2010, sid. 147.
5. ↑  Gawrych 2006, sid. 45.
6. ↑  Vickers, Miranda (1995) (på Engelska). The Albanians: A Modern History. I.B.Tauris. sid. 32. Läst 27 mars 2019
7. ↑  Pettifer, James; Tom Buchanan (2016) (på Engelska). War in the Balkans: Conflict and Diplomacy before World War I. I.B.Tauris. sid. 106. Läst 27 mars 2019
8. ↑  Vasilēs G. Nitsiakos, Vassilis Nitsiakos (2010) (på engelska). On the Border: Transborder Mobility, Ethnic Groups and Boundaries Along the Albanian-Greek Frontier. sid. 220. https://books.google.se/books?id=H-7toRTGrFkC&pg=PA220&dq=abdul+frasheri&hl=sv&sa=X&ved=2ahUKEwist5rNzMbtAhVVBxAIHTHoBtQQ6AEwA3oECAMQAg#v=onepage&q=abdul%20frasheri&f=false. Läst 11 december 2020
9. ↑  Zavalani, Tajar (2015) (på Engelska). History of Albania. sid. 144. Läst 21 april 2019
10. ↑  Paul E. Michelson, Cornelia Bodea, Kurt W. Treptow
Center for Romanian Studies (2002) (på engelska). National Development in Romania and Southeastern Europe: Papers in Honor of Cornelia Bodea. sid. 46. https://books.google.se/books?id=8OCgAAAAMAAJ&q=abdyl+frasheri&dq=abdyl+frasheri&hl=sv&sa=X&ved=2ahUKEwjL3Zn_ycbtAhWks4sKHa6aCz8Q6AEwCHoECAAQAg. Läst 11 december 2020
11. ↑  Castellan, Georges (1992) (på Engelska). History of the Balkans. sid. 367. Läst 28 mars 2019
12. ↑  Jelavich, Barbara (1983) (på Engelska). History of the Balkans. sid. 366. Läst 28 mars 2019
13. ↑  Stavro, Skendi (2015) [1967] (på engelska). The Albanian National Awakening. Princeton, New Jersey: Princeton University Press. ISBN 9780691623368. https://books.google.se/books?id=8QPWCgAAQBAJ&printsec=frontcover&dq=skendi+stavro&hl=en&sa=X&ved=2ahUKEwi7nJPzhqPtAhXx-ioKHXrMBzIQ6AEwAnoECAIQAg#v=onepage&q=skendi%20stavro&f=false. Läst 27 november 2020
14. ↑  Christoph Herzog, Malek Sharif (2010) (på engelska). The First Ottoman Experiment in Democracy. sid. 153. https://books.google.se/books?id=DNYlAQAAMAAJ&q=abdyl+frasheri&dq=abdyl+frasheri&hl=sv&sa=X&ved=2ahUKEwiXqNnuy8btAhXVBhAIHWPyBlI4ChDoATABegQICBAC. Läst 11 december 2020